# Rotten Tomatoes
Pour les articles homonymes, voir Rotten.
Rotten Tomatoes est un site Web, créé en 1998, dévolu aux critiques et aux informations sur les films. Il recense et analyse différentes critiques professionnelles de films et séries télévisées afin de fournir une note moyenne pour chaque œuvre. Il affiche également un score donné par le grand public.
Le site est la propriété d'IGN Entertainment de 2004 à 2005, puis News Corp de 2006 à 2010, année où il est racheté par Flixster ; en 2016, Fandango en devient le nouveau propriétaire. 
Même si le nom provient du cliché datant de l'époque du music-hall, où jeter des tomates pourries (en anglais : rotten tomatoes) sur les acteurs était une façon pour le public de souligner la médiocrité d'une représentation, l'inspiration originale provient d'une scène du film canadien Léolo tourné en 1992 dans laquelle une actrice tombe dans un bac de tomates.

## Description
L'équipe de Rotten Tomatoes parcourt Internet à la recherche de sites, amateurs ou professionnels, publiant des critiques de films ou de séries télévisées. Chaque critique trouvée fait l'objet d'une étude statistique permettant de déterminer son côté positif (fresh ou « frais », symbolisé par une tomate rouge) ou négatif (rotten ou « pourri », symbolisé par une tomate éclatée verte).
Le site garde la trace de toutes les critiques recensées (qui peuvent approcher les 250 pour les films majeurs) et le pourcentage de critiques positives est tabulé. Si ces dernières atteignent 60 % ou plus, le film est considéré comme « frais » (fresh) dans le sens où une importante majorité de critiques ont approuvé ce film. Dans le cas contraire, c'est-à-dire quand les critiques positives sont moins de 60 % du total, le film est considéré comme « pourri » (rotten). De plus, les critiques renommés que sont Roger Ebert, Desson Thomson/Stephen Hunter (The Washington Post) et Lisa Schwartzbaum (Entertainment Weekly), constituent une liste à part appelée « Cream of the Crop » (en français : « la Crème de la Récolte »), et publient leurs critiques séparément, tout en incluant leurs avis dans l'évaluation générale. Quand le nombre de commentaires est suffisant pour dégager une conclusion, un texte consensus est posté afin de donner les raisons générales de l'opinion affichée.
En 2004, IGN Entertainment se porte acquéreur du site. En septembre 2005, IGN est à son tour racheté par le groupe News Corp. de Rupert Murdoch.
En novembre 2006, Rotten Tomatoes lance une version britannique de son site, qui se différencie de son parent américain par une ligne éditoriale destinée aux utilisateurs britanniques[C'est-à-dire ?], et une place plus importante donnée à des critiques britanniques.
En 2010, Flixster rachète Rotten Tomatoes à News Corp.
Le 17 février 2016, Fandango annonce l'acquisition de Flixster et sa filiale Rotten Tomatoes à Warner Bros. en échange d'une participation de 30 %,.
En juin 2013, Rotten Tomatoes fait partie des trois cents sites les plus visités aux États-Unis selon Alexa.

## Fonctionnalités

### Tomatomètre
Le « Tomatomètre » (Tomatometer) est l'instrument de mesure principal du site. Il s'agit d'un score ayant pour but de représenter le pourcentage de critiques professionnelles positives pour un film ou une série télévisée donnée :
- à plus de 75 % : une œuvre peut recevoir le label « Fraîcheur Certifiée » (Certified Fresh) et être marquée par un pictogramme dédié. Pour cela, le film doit remplir certaines conditions :
  - Au moins cinq critiques de Top Critics.
  - Les films diffusés à grande échelle doivent avoir un minimum de 80 critiques. Cela s’applique également aux films allant d’une sortie limitée à une sortie large.
  - Les films en sortie limitée doivent avoir un minimum de 40 critiques.
  - Seules les saisons individuelles d’une émission de télévision sont éligibles, et chacune doit avoir un minimum de 20 critiques

- à plus de 60 % : l'œuvre est considérée comme « Fraîche » (Fresh), puis marquée d'une tomate rouge ;
- en dessous de 59 % : l'œuvre est considérée comme « Pourri » (Rotten), puis marquée d'une tomate verte éclatée.

Lorsqu'un film n'a pas de score « Tomatomètre », cela peut signifier qu'il n'est pas encore sorti ou qu'un nombre insuffisant de critiques a été collecté, un minimum de cinq critiques étant requis pour calculer ce score.

### Score et avis des spectateurs
Chaque film ou série télévisée affiche, en plus du score « Tomatomètre », une note moyenne des spectateurs représentant le pourcentage d'utilisateurs enregistrés ayant évalué positivement le film sur une échelle de 5 étoiles.
Contrairement au « Tomatomètre » représenté par une tomate, le pictogramme associé au score des spectateurs est représenté par un seau à pop-corn :
- à plus de 60 % de notes de 3,5 ou plus attribuées par les spectateurs à une œuvre, un seau à pop-corn plein s'affiche;
- à 59 % ou moins de notes de 3,5 ou plus attribuées par les spectateurs à une œuvre, un seau à pop-corn renversé s'affiche;

Un seau à pop-corn gris s'affiche lorsqu'un film n'est pas encore sorti ou si un nombre insuffisant de critiques de spectateurs a été collecté.

## Publication des critiques
Un journal majeur, le Toronto Star, publie de manière hebdomadaire les valeurs du « Tomatomètre » dans sa section « entertainment ». Apple via l'application Apple TV affiche les valeurs du « Tomatomètre » sous chaque film proposé.

## Identité visuelle

Logos de Rotten Tomatoes
De 2001 à 2018.
Depuis 2018.

## Golden Tomato Awards
En 2000, Rotten Tomatoes annonce les RT Awards récompensant les films les mieux notés de l'année selon le système de notation du site Web. Les prix ont ensuite été rebaptisés Golden Tomato Awards. Les nommés et les gagnants sont annoncés sur le site web, bien qu'il n'y ait pas de véritable cérémonie de remise des prix.
Les films sont divisés en catégories de diffusion large et de diffusion limitée. Les sorties limitées sont définies comme une ouverture dans 599 salles ou moins lors de la sortie initiale. Les sorties sur plateforme, c'est-à-dire les films initialement sortis dans moins de 600 salles mais bénéficiant ensuite d'une distribution plus large, relèvent de cette définition. Toute sortie de film dans plus de 600 salles est considérée comme une diffusion à grande échelle. Il existe également deux catégories réservées aux films britanniques et australiens. La catégorie « Utilisateur » représente le film le mieux noté parmi les utilisateurs, et le prix « Mouldy » représente les films les moins bien notés de l'année. Un film doit avoir au moins 40 (à l'origine 20) critiques notées pour être pris en compte dans les catégories nationales. Il doit avoir au moins 500 évaluations d'utilisateurs pour être pris en compte dans la catégorie « Utilisateur ».
Les films sont en outre classés en fonction du genre cinématographique. Chaque film n'est éligible que dans un seul genre, à l'exception des films non anglophones, qui peuvent être inclus à la fois dans leur genre et dans la catégorie « Étrangère » respective.
Une fois qu'un film est considéré comme éligible, ses « votes » sont comptabilisés. Chaque critique de la liste du site Web obtient un vote (tel que déterminé par son avis), tous pondérés de manière égale. Étant donné que les avis sont continuellement ajoutés, manuellement ou autrement, une date limite à laquelle les nouveaux avis ne sont pas pris en compte pour les prix Golden Tomato est fixée chaque année, généralement le premier de la nouvelle année. Les avis sans notes ne sont pas pris en compte dans les résultats des Golden Tomato Awards.

### Palmarès 2021

#### Meilleur film d'horreur
- Sans un bruit 2 (A Quiet Place Part II)[7]